# Orde de Sant Jaume d'Altopascio
|  | Per a altres significats, vegeu «Orde de Sant Jaume (desambiguació)». |

L'Orde de Sant Jaume d'Altopascio o dels Frares Hospitalers de Sant Jaume, és un orde militar hospitaler fundat al nord d'Itàlia en 1070, i dissolt en 1587. Els seus germans eren coneguts també com a Cavallers de la Tau.

## Història
Alguns historiadors el consideren el més antic dels ordes militars de caràcters assistencial. Fou fundat per Matilde de Canossa entre 1070 i 1080 a Altopascio, ciutat de la Via Francígena propera a Lucca (Toscana). La referència més antiga coneguda, que parla d'un hospital a Altopascio, és de 1084. Segons una tradició llegendària, potser originada al si del mateix orde, aquest havia estat fundat en 1050 per dotze ciutadans de Lucca, a un lloc entre el llac de Fucecchio, Lago di Sesto i el bosc de Cerbaie.
L'orde, que tenia com a patró Sant Jaume el Major i Sant Gil, i tenia com a objectiu la cura dels pelegrins que anaven de camí cap a Roma i Terra Santa. Amb el temps, també van donar el servei als pelegrins del Camí de Sant Jaume. Els cavallers també tenien la missió de preservar la seguretat dels camins i els ponts, mantenint-los lliures de bandolers. També manteniren un servei de transbordador que creuava el riu Arno, i el toc d'una campana, anomenada La Smarrita, per guiar els pelegrins perduts al bosc.
El rector de l'orde va esdevenir amb el temps un gran mestre (magister generalis), però també rebé el nom de custos (custodi) i, de vegades, "Signore d'Altopascio".
La seu general era a l'església de San Giacomo dell'Alto Passo, amb el gran hospital de Sant Jaume, a Altopascio (Domus Hospitalis Sancti Iacobi de Altopassu). L'hospital rebé privilegis d'Innocenci III en 1198, i novament en 1244 per part de Frederic II del Sacre Imperi Romanogermànic; l'emperador eximí l'orde d'impostos i de la jurisdicció civil i eclesiàstica en les seves propietats.

### Expansió i supressió
L'hospital d'Altopascio serví de model a d'altres, com l'Hôpital de Dieu de París. L'orde es difongué per la Toscana i tot Itàlia, arribant a Nàpols, Sardenya i Sicília. A poc a poc, arribà a la vall del Roine, al segle xii, i a Baviera, Borgonya, el Delfinat, Anglaterra, Alemanya, Lorena, Navarra, Portugal i Savoia.
L'orde fou suprimit per la butlla Execrabilis de Pius II, el 18 de gener de 1459, juntament amb altres cinc ordes. Les possessions de l'orde passaren a l'Orde de la Mare de Déu de Betlem, fundat per la mateixa butlla. L'execució de la supressió no es va dur a terme i l'orde continuà actuant a Itàlia fins que el 14 de març de 1587, el papa Sixt V, a demanda del Gran Duc de Toscana, la suprimí i la uní a l'Orde dels Cavallers de Sant Esteve Papa i Màrtir, que en rebé els béns. A França, fou absorbida per l'Orde de Sant Llàtzer en 1672.